# Picaflors de Sulawesi
El picaflors de Sulawesi (Dicaeum celebicum) és un ocell de la família dels diceids (Dicaeidae).

## Hàbitat i distribució
Viu als clars del bosc, vegetació secundària i conreus de les terres baixes de Sulawesi, incloent illes properes.